# Ton Bruynèl
Ton Bruynèl (Utrecht, 26 januari 1934 – Mailly, 5 mei 1998) was een Nederlands componist.
Bruynèl studeerde van 1952 tot 1956 piano aan het Utrechts Conservatorium. Zijn leraar was Wolfgang Wijdeveld, een pianoleerling van Béla Bartók. Samen met zijn generatiegenoten Peter Schat en Jan van Vlijmen oriënteerde Bruynèl zich op de compositorische inzichten van Kees van Baaren, die in die periode de dodecafonie introduceerde. Bruynèl voelde zich echter meer aangesproken door de musique concrète, een stroming in Frankrijk, met vertegenwoordigers als Pierre Schaeffer en Pierre Henry, die zich richtte op het componeren van elektronische muziek.
Bruynèl werd een van de eerste medewerkers van de Studio voor elektronische muziek (ST.E.M.), aanvankelijk ondergebracht bij de toenmalige Technische Hogeschool (nu Universiteit) van Delft en later bij de universiteit van Utrecht. De studio ging in 1967 op in het Instituut voor Sonologie.
In zijn eigen studio, de eerste privé-studio in Nederland, componeerde Ton Bruynèl zijn stukken, "werken waarin elektronische en akoestische klanken versmelten". In de jaren zeventig en tachtig werkte hij aan het Utrechts Conservatorium als docent elektronische compositie.
In 1959 debuteerde Bruynèl als componist met Studie, een werk voor piano en soundtracks.
In 1966 werd zijn compositie Mobile voor twee klanksporen bekroond met de prijs voor de 'beste Nederlandse inzending' tijdens de Internationale Gaudeamus Muziekweek.
Een bijzonder project was het audiovisuele Kubusproject, dat in samenwerking met de architect Aldo van Eyck en de beeldhouwer Carel Visser tot stand was gekomen en dat in 1971 geëxposeerd werd in het Stedelijk Museum in Amsterdam.
Zowel zijn compositie Adieu petit prince (met teksten van Antoine de Saint-Exupéry ) als Chicharras, een samenwerkingproject met de dichter Bert Schierbeek, kreeg in 1986 een prijs op het Internationale Festival voor elektronische muziek te Bourges in Frankrijk.
In opdracht van de VPRO-televisie componeerde Bruynèl in 1998 de video-opera Non sono un uccello, weer op teksten van Schierbeek. Dit werk, voor tenor, bas, koor en soundtracks, duurde 38 minuten en was een van zijn langste composities. Kort na de totstandkoming overleed Ton Bruynèl.

## Ton Bruynèl Prijs
Om het ontstaan van nieuwe werken te bevorderen wordt elke twee jaar de Ton Bruynèl Prijs uitgereikt. 
- 2001 Prix Ton Bruynèl: Jesper Nordin (Stockholm 1971) – calm like a bomb voor viool en tape
  - eervolle vermelding: Olivier Hijmans (Heemskerk 1976) – Lacus Somniorum voor tape
  - eervolle vermelding: Junghae Lee (Tokyo 1964) – Circulation voor tape
- 2003 Prix Ton Bruynèl: niet uitgereikt
  - eervolle vermelding: Martin Stig Andersen (Denemarken, 1973) – Essential Tree Work voor basklarinet en tape (2001/2002)
- 2005 Prix Ton Bruynèl: Elsa Justel (Argentinië 1944) – Bastet voor tape
  - speciale prijs: Alwynne Pritchard (Glasgow 1968) – Decoy voor ensemble en live elektronica
  - eervolle vermelding: Bas Kalle (Middelburg 1977) – Drieluik voor tape
  - eervolle vermelding: Federico Schumacher Ratti (Santiago, Chili 1963) – MingaSola I, een tapecompositie